# Listă de companii din Japonia
Aceasta este o listă de companii din Japonia.

## A
- Acom
- Advantest
- Aeon
- Aichi Bank
- Aichi Television Broadcasting
- Aiful
- Aioi Insurance
- Aisin Seiki
- Aiwa
- Ajinomoto
- Akita Bank
- All Nippon Airways
- Alps Electric
- Aomori Bank
- Aplus
- Arc System Works
- Arika
- Aruze
- Asahi Breweries
- Asahi Glass
- Asahi Kasei
- ASCII Corporation
- Atlus
- au by KDDI
- Avex
- Avex trax
- Awa Bank

## B
- Bandai
- Bank of Fukuoka
- Bank of Ikeda
- Bank of Iwate
- Bank of Kyoto
- Bank of Nagoya
- Bank of Ryukyus
- Bank of Saga
- Bank of Yokohama
- Bridgestone
- Brother Industries

## C
- Canon
- Capcom
- Casio
- Central Japan Railway
- Central Leasing
- Chiba Bank
- Chiba Kogyo Bank
- Chizu Express
- Chubu Electric Power
- Chugoku Bank
- Chugoku Electric Power
- Chukyo Bank
- Citizen
- Cosmo Oil
- Credit Saison
- CSK

## D
- Dai Nippon Printing
- Daido Life Insurance
- Daiei
- Daihatsu
- Daiichi Pharmaceutical
- Daikin Industries
- Daikyo
- Daimaru
- Dainippon Ink & Chemicals
- Daio Paper
- Daisan Bank
- Daishi Bank
- Daito Trust Construction
- Daiwa House Industry
- Daiwa Securities
- Denon
- Denso
- Dentsu
- Diamond Lease

## E
- East Japan Railway
- Ebara
- Ehime Bank
- Eighteenth Bank
- Eisai (company)

## F
- Fanuc
- Fast Retailing
- Fuji Electric
- Fuji Fire & Marine
- Fuji Heavy Industries
  - Subaru
- Fuji Photo Film
- Fuji Television Network
- Fujisawa Pharmaceutical
- Fujitsu
- Fukui Bank
- Fukuoka City Bank
- Funai ELectric
- Furukawa Electric

## G
- Gunma Bank

## H
- Hachijuni Bank
- Hankyu
- Hanwa
- Haseko
- Hanshin Electric Railway
- Hankyu Railway
- Higashi-Nippon Bank
- Higo Bank
- Hirose Electric
- Hiroshima Bank
- Hitachi
- Hokkaido Bank
- Hokkaido Electric Power
- Hokkaido Railway Company
- Hokkoku Bank
- Hokugin Financial Group
- Hokuriku Electric Power
- Hokusetsu Bank
- Honda
- Hoya (companie)
- Hyakugo Bank
- Hyakujushi Bank

## I
- Isetan
- Ishikawajima-Harima
- Isuzu Motors
- Ito-Yokado
- Itochu
- Iwataya Department Store
- Iyo Bank

## J
- Jaccs
- Japan Airlines
- Japan Airlines System
- Japan Freight Railway Company
- Japan Securities Financial
- Japan Tobacco
- JFE Group
- JFE Holdings
- Joyo Bank
- JSR (companie)
- Juroku Bank
- JVC

## K
- Kadokawa Shoten
- Kagoshima Bank
- Kajima
- Kanebo
- Kaneka
- Kanematsu
- Kansai Electric Power
- Kao
- Katokichi
- Kawasaki Heavy Industries
- Kawasaki Kisen Kaisha
- Kawasho
- KDDI
- Keihin Electric Express
- Keio Electric Railway
- Keisei Electric Railway
- Keiyo Bank
- Keyence
- Kinki Nippon Railway
- Kirin Brewery
- Kita-Osaka Kyuko Railway
- Kiyo Bank
- Kobe Electric Railway
- Kobe New Transit
- Kobe Steel
- Komatsu
- Konami
- Kongō Gumi
- Konica Minolta
- Kubota
- Kumagai Gumi
- Kuraya Sanseido
- Kyocera
- Kyushu Electric Power
- Kyushu Railway Company
- Kyushu-Shinwa Holdings

## L
- Livedoor
- Leopalace21
- Lucky Records (anii 1930)

## M
- Mabuchi Motor
- Maeda
- Marubeni
- Maruha
- Marui
- Matsushita, Panasonic
- Mazda
- Meiji Dairies
- Metropolitan Intercity Railway Company
- Michinoku Bank
- Millea Holdings
- Mitsubishi
  - Mitsubishi Motors Corporation
  - Nikon
  - Mitsubishi Chemical
  - Mitsubishi Electric
  - Mitsubishi Estate
  - Mitsubishi Heavy Industries
  - Mitsubishi Materials
- Mitsui
  - Mitsui Chemicals
  - Mitsui Engineering & Ship
  - Mitsui Fudosan
  - Mitsui O.S.K. Lines
  - Mitsui Sumitomo Insurance
  - Mitsui Trust
- Mitsukoshi
- Mitutoyo
- Miyazaki Bank
- Mizuho Financial
- Momiji Holdings
- Murata Manufacturing
- Musashino Bank

## N
- Nagoya Railroad
- Nakajima Aircraft Company
- Namco
- Nankai Electric Railway
- Nanto Bank
- Nichirei
- Nichiro
- Nidec
- NEC
- Nikko Cordial
- Nikon
- Nintendo
- Nippon Electric Glass
- Nippon Express
- Nippon Light Metal
- Nippon Meat Packers
- Nippon Mining
- Nippon Oil
- Nippon Shinpan
- Nippon Steel
- Nippon Steel Trading
- Nippon TV Network
- Nippon Unipac
- Nipponkoa Insurance
- Nippon Yusen
- Nishi-Nippon Bank
- Nishimatsu Construction
- Nissan
- Nissay Dowa General Insurance
- Nissin Food Products
- Nissin Steel
- NTT
- NTT DoCoMo
- Nissho Iwai-Nichimen
- Nitto Denko
- Nok
- Nomura
- Nomura Research Institute
- Nose Railway
- NSK (companie)

## O
- Obayashi
- Odakyu Electric Railway
- Ogaki Kyoritsu Bank
- Oita Bank
- Oji Paper
- Oki Electric Industry
- Olympus
- Omron
- Onkyo
- Ono Pharmaceutical
- Orient
- Oriental Land Company
- Orix
- Osaka Gas

## P
- Pioneer
- Promise

## R
- Resona Holdings
- Ricoh
- Rohm

## S
- San-In Godo Bank
- Sankyo
- Sanyo
- Sapporo Hokuyo
- Secom
- SEGA
- Seibu Railway
- Seiko
  - Seikosha
- Seino Transportation
- Seiyu
- Sekisui Chemical
- Sekisui House
- Sharp Corporation
- Shiga Bank
- Shikoku Bank
- Shikoku Electric Power
- Shikoku Railway Company
- Shimano
- Shimizu Corporation
- Shin-Etsu Chemical
- Shin-Keisei Electric Railway
- Shinko Securities
- Shinonogi & Co
- Shiseido (cosmetice)
- Shizuoka Bank
- Showa Denko
- Shueisha (editură de cărți)
- Sintered Metal Corporation (SMC)
- SNK
- Snow Brand Milk
- Softbank
- Sojitz
- Sompo Japan Insurance
- Sony
- Square
- Stanley Electric
- Sumikin Bussan
- Sumisho Lease
- Sumitomo
  - Sumitomo Chemical
  - Sumitomo Electric
- Sumitomo Forestry
  - Sumitomo Heavy Industries
  - Sumitomo Metal Industries
  - Sumitomo Metal Mining
  - Sumitomo Mitsui Financial
  - Sumitomo Realty & Development
  - Sumitomo Trust & Banking
- Suruga Bank
- Suzuken
- Suzuki

## T
- Taiheiyo Cement
- Taisei
- Taisho Pharmaceutical
- Taiyo Life Insurance
- Takashimaya
- Takeda Chemical Industries
- Takeda Pharmaceuticals Inc.
- Takefuji
- TDK
- Teijin
- Terumo
- Tobu Railway
- Tochigi Bank
- Toda (companie)
- Toho Bank
- Tohoku Electric Power
- Tokio Marine and Fire Insurance
- Tokyo Broadcasting System
- Tokyo Electric Power
- Tokyo Electron
- Tokyo Gas
- Tokyo Kyuko Electric Railway
- Tokyu Land
- Tokyo Leasing
- Tokyo Metro
- Tokyo Tomin Bank
- Tomen
- Toppan Printing
- Toray Industries
- Toshiba
- Tosoh
- Tostem Inax
- Toto
- Towa Bank
- Toyo Seikan Kaisha
- Toyoda Gosei
- Toyota
- Toyota Industries
- Toyota Tsusho

## U
- UBE Industries
- UFJ Holdings
- Unifoods
- UNY

## W
- West Japan Railway

## Y
- Yamada Denki
- Yamagata Bank
- Yamaguchi Bank
- Yamaha
- Yamaha Motor Corporation
- Yamanashi Chou Bank
- Yamanouchi Pharm
- Yamato Transport
- Yamazaki Baking
- YKK
- Yokogawa Electric
- Yoshinoya